# 葛曙
葛曙（?—?），浙江余杭人，清朝政治人物。进士出身。
乾隆七年，登進士。乾隆八年十二月，擔任清朝廣東省潮州府豐順縣知縣，乾隆十一年补新宁县离任。后由江廷隆接任。